# BLACK KNIGHT バット
『BLACK KNIGHT バット』（ブラックナイト バット、BLACK KNIGHT BAT）は、寺沢武一による日本の漫画。『コブラ』連載終了翌年の『週刊少年ジャンプ』（集英社）1985年7月15日号（31号）から、同誌の創刊17周年記念の新連載第1弾として連載開始され、全10回が掲載された。
第1回巻頭カラー部分をコンピュータグラフィックで描くという、当時としては画期的な試みがなされた。手法としては原画をイメージスキャナで読み込み、マウスを使って8色でドットごとに着色するというもので、PC-9801をベースに独自構築したシステムによるものであった。
1996年7月からソフトバンク「INTERNET LABO」にて、フルカラーCG化しての日本語版と英語版のインターネット連載が始まり、翌年10月にはWindows95＆Macintosh対応のCD-ROM版が発売された。

## タイトル表記
書誌情報にあるように、発表時期などによってタイトル表記が異なっている。最初に刊行されたジャンプ・コミックスデラックス版では、「BLACK KNIGHT バット」のタイトル表記が用いられているが、本作の第1話が掲載された『週刊少年ジャンプ』1985年7月15日号（31号）表紙のタイトル表記は「黒騎士バット」である。この「黒騎士バット」表記は寺沢武一公式サイトでも使われている。また、『ジャンプ』1985年31号に掲載された第1話の扉ページの紹介文でも使われているが、「黒騎士」の部分には「ブラックナイト」とルビが振られている。カタカナ表記の「ブラックナイト・バット」は、第2話が掲載された『ジャンプ』1985年32号表紙では「ブラックナイト」を小書きにして2行組み表記で用いている。後年刊行されたメディアファクトリー版では英語表記で「Black Knight BAT」、ソフトバンクおよび集英社で刊行されたフルカラー版ではすべて大文字による英語表記の「BLACK KNIGHT BAT」が用いられている。

## ストーリー
17歳となったバット・デュランは異世界レインボーリアに帰還する。自分の母が宇宙を旅する星「星船（スターシップ）」の女王であったことを知ったバットは、女王の後を継いで、お供の四銃士（ローン・ウルフ、アイアン・ブル、ジェット・モンキー、フー・チェン）と共に、星の平和を守るため、サンダーソードを携えて日々奔走する。

## 収録作品数の違いについて
作品の成立事情により、雑誌連載時（10編）、モノクロ単行本（13編）、カラー単行本（7編）において収録作品数が異なる。
雑誌掲載時の掲載作品数は以下の10編である。
1. 『星船（スター・シップ）』発進！
2. 炎魔（エンマ）ゴルゴン登場！
3. 氷の指輪を捜せ！
4. 禁断の実はどんな味!?
5. イワン七世
6. チェックメイトシティ
7. ファイヤードラゴン
8. 権力のメガネ
9. 怒りの雲
10. 王位を脅かす者

最初の単行本である1986年の集英社版では、雑誌連載時の作品に加えて雑誌未掲載の5編が追加されている。
1. 黒騎士バット（「 『星船』発進！」「炎魔ゴルゴン登場！」「氷の指輪を捜せ！」を合わせたもの）
2. 時のなる木（「禁断の実はどんな味!?」改題）
3. チェックメイトシティ
4. 電話開通（雑誌未掲載）
5. 美の収集家（雑誌未掲載）
6. 権力のメガネ
7. ファイヤードラゴン
8. イワン七世
9. 聖者が町にやってくる（雑誌未掲載）
10. 怒りの雲
11. 魔女マリア・デュラン（前編）（「王位を脅かす者」改題）
12. 魔女マリア・デュラン（後編）（雑誌未掲載）
13. バットの裁判（雑誌未掲載）

最初のフルカラー版である1997年のソフトバンク版は、着色されてインターネットで連載された以下の7編を収録する。
1. 黒騎士登場
2. チェックメイトシティ
3. 時のなる木
4. 電話開通
5. 怒りの雲
6. イワン七世
7. 権力のメガネ

## 書誌情報
書名については奥付の表記を採用

### モノクロ版
- 『BLACK KNIGHT バット』集英社、1986年4月、ISBN 4-08-858127-X
- 『バット』スコラ、1990年3月、ISBN 4-7962-4032-2
- 『Black Knight BAT』メディアファクトリー、2010年11月、ISBN 978-4-8401-3390-6

### フルカラー版
- 『BLACK KNIGHT BAT』ソフトバンク、1997年3月、ISBN 4-7973-0220-8
- 『BLACK KNIGHT BAT 黒騎士バット』集英社、2002年6月、ISBN 4-08-859301-4

### 書籍以外
- 音楽シングルCD『BLACK KNIGHT BAT』（日本コロムビア、1997年）[8]
  - CD-ROM版の主題歌「ブラック ナイト バット」および「A（エース）『切り札』」を収録。歌：臼井香世子、演奏：六三四
- CD-ROM『BLACK KNIGHT BAT』（ソフトバンク、1997年）[9]
  - マンガROM。声優：バット・デュラン…田仲美夕紀、ローン・ウルフ…石井康嗣、アイアン・ブル…一条和矢、ジェット・モンキー…松本保典、フー・チェン…嶋崎はるか